# Ted Pepper
Edward Ernest Pepper, detto Ted (Birmingham, 2 novembre 1879 – Londra, 1960), è stato un ginnasta britannico.

## Palmarès

### Olimpiadi
- 1 medaglia:
  - 1 bronzo (Stoccolma 1912 nel concorso a squadre)